# Aranyaka
Aranyaka é um grupo de autores da literatura indiana.
Forma um grupo de filósofos e escritores que viviam na floresta, falando sobre as místicas cerimônias e seu sentido. 